# Comuna Rozvajiv, Ivankiv
Rozvajiv (în ucraineană Розважів) este o comună în raionul Ivankiv, regiunea Kiev, Ucraina, formată din satele Jereva, Jerevpillea, Rozvajiv (reședința), Șevcenkove și Stavrivka.

## Demografie
Componența lingvistică a comunei Rozvajiv
     Ucraineană (95,98%)
     Rusă (3,88%)
     Alte limbi (0,07%)
Conform recensământului din 2001, majoritatea populației comunei Rozvajiv era vorbitoare de ucraineană (95,98%), existând în minoritate și vorbitori de rusă (3,88%).